# Trinodes hirtus
Trinodes hirtus là một loài bọ cánh cứng trong họ Dermestidae. Loài này được Fabricius miêu tả khoa học năm 1781.